# مبادا که فراموش کنیم
مبادا که فراموش کنیم (روسی: Об этом забывать нельзя) فیلمی روسی به کارگردانی لئونید لوکف است که در سال ۱۹۵۴ منتشر شد.

## بازیگران
- سرگئی باندارچوک
- لئونید پارخامنکو
- لیدیا اسمیرنووا
- اُلگا ژیزنووا
- والنتینا اوشاکووا
- ایلنا گوگولوا
- نیکلای پلاتنیکوف
- الکساندر خویلیا
- ویاچسلاو تیخونوف
- نیکلای کریوچکف